# Ourang Medan
Le SS Ourang Medan est un supposé vaisseau fantôme qui, d'après de nombreuses sources, est devenu une épave dans les eaux indonésiennes après que son équipage au complet soit mort dans d'étranges circonstances en 1939 ou entre 1947 et 1948 suivant les sources.
Bien que relayé par diverses sources, la véracité de cette histoire reste soumise à controverse, compte tenu des versions différentes de l'histoire et de l'absence de traces de ce navire dans les registres maritimes, laissant supposer soit une légende journalistique soit un navire de contrebande maquillé.

## Origine de l'histoire[3]
La nouvelle de l'incident fut relayée par des journaux dans les années 1940, comme l'hebdomadaire français "7 jours" le 29 décembre 1940, ou comme ce journal néerlandais De Locomotief en 1948, qui mentionne déjà un doute sur la véracité de l'histoire dans le titre de l'article : "Le mystère de l'Ourang Medan, mythe ou réalité".
Cette histoire a été reprise par l'organisation Associated Press dans les journaux britanniques The Daily Mirror et The Yorkshire Evening Post. L'histoire était toutefois sujette à des différences significatives comme, par exemple, au sujet de la localisation qui aurait pu être dans les îles Salomon ou encore au sujet du message SOS. L'auteur, Silvio Scherli, qui vient de Trieste, en Italie, serait à l'origine de cette histoire.
La plus ancienne référence anglaise connue au bateau et à l'incident daterait de mai 1952 et serait parue dans Proceedings of the United States Merchant Marine Council, publiée par United States Coast Guard. Le mot Ourang (aussi écrit Orang) vient du malaisien ou de l'indonésien et signifie "homme" ou "personne". Medan est la ville la plus importante des îles indonésiennes de Sumatra, ce qui donne une traduction approximative d' "homme de Medan". De nombreux magazines et livres font référence à ce bateau et à cet incident, et ce, surtout dans Forteana. L'exactitude des faits et l'existence de ce bateau ne sont cependant pas confirmées et les détails du vaisseau sur son histoire et sa construction restent inconnus à ce jour. Les recherches concernant un éventuel enregistrement officiel ou des rapports d'investigation sur cet accident ne sont toujours pas concluantes.
La première apparition de cette histoire est une série de 3 articles dans le journal hollandais et indonésien De locomotief: Samarangsch handels- en advertentie-blad (3 février 1948, 28 février 1948, 13 mars 1948). L'histoire est quasiment la même dans les dernières versions, mais il y a tout de même des différences significatives. Le nom du bateau qui a découvert le Ourang Medan n'est jamais mentionné, ni même la localisation de la découverte qui est décrite comme étant à 740 km au sud-est des îles Marshall. Les deuxième et troisième articles décrivent ce qu'a vécu l'unique survivant de l'équipage du Ourang Medan qui a été découvert par un missionnaire et par les autochtones dans les îles Marshall. Avant de périr, l'homme aurait dit au missionnaire que son navire transportait une importante cargaison d'acide sulfurique et que la plupart des membres de l'équipage avaient péri à cause de fumées nocives qui s'étaient échappées de containers endommagés. D'après l'histoire, le Ourang Medan aurait pris la mer d'un petit port chinois dont le nom n'aurait pas été mentionné en direction du Costa Rica. Il aurait délibérément évité les autorités. Le survivant qui était allemand et dont le nom ne serait pas non plus mentionné serait décédé après avoir raconté son histoire au missionnaire, missionnaire qui quant à lui aurait raconté l'histoire à l'auteur Silvio Scherli de Trieste en Italie. Le journal hollandais mentionné précédemment conclut avec un disclaimer : 

« Ceci est la dernière partie de notre histoire à propos du mystère de l'Ourang Medan. Nous nous devons de répéter que nous n'avons pas d'autres données sur ce "mystère des océans". Nous ne pouvons pas non plus répondre à toutes ces questions sans réponses qui entourent l'histoire. Il semble évident qu'il s'agit d'un roman passionnant sur l'océan. D'un autre côté, l'auteur, Silvio Scherli, affirme que son histoire est véridique. »

Silvio Scherli aurait réalisé un rapport dans un numéro d'"Export Trade" à Trieste le 28 septembre 1959.

## L'accident
L'événement se serait déroulé proche des eaux indonésiennes, le 31 octobre 1947. La version suivante est celle mentionnée dans un courrier envoyé à la CIA en 1959.
Un SOS en morse est émis d'un navire néerlandais S.S. Ourang Medan : 
"... all officers including Captain dead, lying in chartroom and on bridge, ... probably whole crew dead, ..." ("tous les officiers, y compris le capitaine, décédés, couchés dans la salle des cartes et sur le pont, ... probablement tout l'équipage mort"). Le messages s’achève  après une série de points et tirets indéchiffrables "I die" ("Je meurs").
Le temps est clair, la mer est calme, deux navires partent au secours de l'Ourang Medan : un navire néerlandais de Sumatra et un navire britannique de Malaisie. Ils trouvent l'épave à une cinquantaine de miles de la position donnée. Ils abordent le navire et ne trouvent personne de vivant à bord : le capitaine est allongé mort sur le pont, les autres officiers et membres d’équipage retrouvés morts dans les diverses parties du navire. Le lanceur du message est retrouvé mort sur sa chaise dans la salle radio. Les corps ne présentent aucune trace de blessures ou de coups, mais leur visage garde une expression d'horreur.
Selon un rapport relayé par une lettre envoyée à la CIA : 
"their frozen faces were upturned to the sun, the mouths were gaping open and the eyes staring ... Everyone was dead. Even the ship's dog, a small terrier, was lifeless, its teeth bared in anger or agony" ("leurs visages froids étaient tournés vers le soleil, la bouche ouverte et les yeux grands ouverts... Tout le monde était mort. Même le chien du navire, un petit terrier, sans vie, les dents découvertes de colère ou d'agonie"). 
Les équipages de secours sont en train de préparer le remorquage du navire quand de la fumée et des flammes les obligent à quitter le navire. Peu de temps après, l'Ourang Medan coule suivant une explosion.

## Théories possibles sur les causes de l'accident

### La cargaison de matières dangereuses du cargo
Bainton et d'autres ont émis des hypothèses sur le fait que l'Ourang Medan aurait pu être impliqué dans des opérations de contrebande de substances chimiques telles que le cyanure de potassium et la nitroglycérine ou encore dans le stockage de l'agent neurotoxique utilisé en temps de guerre. D'après ces théories, l'eau de mer aurait pénétré dans les soutes du bateau et aurait réagi avec la cargaison en émettant des gaz toxiques, gaz qui auraient causé la mort de l'équipage par asphyxie et/ou par empoisonnement. Plus tard, l'eau de mer aurait réagi avec la nitroglycérine, causant le feu puis l'explosion.
Une autre théorie émise serait que le bateau transportait de l'agent neurotoxique, un gaz que les militaires japonais stockaient en Chine durant la guerre et qui devait être transporté jusqu'à l'Armée américaine à la fin de la guerre. Aucun navire américain n'aurait pu transporter cette cargaison sans laisser de traces écrites. La cargaison fut pour cette raison chargée sur un bateau non enregistré et transportée en direction des États-Unis ou d'îles dans le Pacifique.

### L'empoisonnement au monoxyde de carbone
Gaddis avance quant à lui la théorie d'un feu couvant qui n'aurait pas été détecté ou d'un dysfonctionnement dans les chaudières du bateau qui aurait pu être responsable du naufrage du navire. Le monoxyde de carbone pourrait être à l'origine de la mort de tout l'équipage à bord avec le feu devenant hors de contrôle et cela aurait conduit le vaisseau à sa destruction.

## Scepticisme
Plusieurs auteurs ont noté l'impossibilité de trouver quelque mention que ce soit au sujet de l'affaire dans le Lloyd's Shipping Register. De surcroît, aucun enregistrement ne faisant état d'un bateau nommé Ourang Medan n'a pu être localisé et cela dans de nombreux pays, y compris aux Pays-Bas. Bien que Baiton affirme que l'identité du Silver Star, bateau ayant été impliqué dans la rescousse du Ourang Medan qui fut un échec, ait été établie avec certitude, le manque d'informations sur l'Ourang Medan a donné naissance à des suspicions concernant l'origine et la crédibilité de l'histoire. Bainton et d'autres personnes ont mis en lumière la possibilité que la date, la localisation, le nom des bateaux et les circonstances de l'accident furent racontés de manière exagérée et inexacte, et que peut-être l'histoire en elle-même ne serait que fictionnelle.
D'autre part, ce qui atteste la probable origine douteuse de cette histoire est qu'elle apparaît déjà en 1940 dans deux articles de journaux britanniques, The Yorkshire Post (21 novembre 1940) et The Daily Mirror (22 novembre 1940). Les détails sont presque identiques hormis le côté mystérieux décrit dans la version de 1948. Toutefois, le point de liaison de toutes ces histoires est à chercher du côté de Trieste. En effet, l'histoire de 1940 vient à l'origine de la ville de Trieste en Italie qui fait le lien avec Silvio Scherli de Trieste ! Ainsi, il est probable que Silvio Scherli ait raconté une première version en 1940 d'une histoire de son invention à des journaux britanniques. L'histoire n'ayant pas pris, il aurait retravaillé son récit en y ajoutant des éléments mystérieux avant de la ressortir en 1948 dans un journal néerlandais. Il s'agit donc très probablement d'un canular

## Dans la culture populaire
- Dans l'épisode Le Vaisseau fantôme (X-Files), 19e épisode de la saison 2 de la série télévisée X-Files
- Dans le jeu vidéo Man of Medan, le premier épisode d'une anthologie intitulée The Dark Pictures Anthology, développé par Supermassive Games et édité par Bandai Namco Entertainment